# Anna Simms Banks
Anna "Annie" Simms Banks (1862-1923) fue una profesora y figura política afroamericana nacida en Brandenburg (Kentucky). El 3 de marzo de 1920, Anna se convirtió en la primera mujer afroamericana elegida como delegada en la 7ª Convención Republicana del Distrito del Congreso en Kentucky, época en la que las mujeres de Kentucky podían votar por el presidente pero no tenían pleno derecho al sufragio. Banks fue nombrada miembro del Comité de Reglas. Enseñó en Louisville y más tarde murió en Winchester (Kentucky).

## Vida familiar
Simms Banks nació en Brandenburg, Kentucky, su madre Isabelle, era una sirvienta doméstica, y su padre Marquis Simms, un barbero Ella era maestra de escuela en Louisville. Se casó con William Webb Banks el 10 de julio de 1906, un corresponsal de periódicos tanto para blancos como afroamericanos que era políticamente activo sobre el tema de los derechos civiles y políticos de los afroamericanos.

## Vida política
Anna viajó a la ciudad de Nueva York y a Washington D. C. en 1913 mientras acompañaba a su esposo durante sus deberes como Comisionado de Kentucky a la Exposición de la Emancipación y fue expuesta a la cultura política contemporánea.
Más tarde ayudó a organizar a los trabajadores afroamericanos del hospital de Winchester.
Después de ser elegida como delegada en la 7ª Convención Republicana del Distrito del Congreso en Kentucky, Simms anunció «Estamos empezando a abrir los ojos en la política, pero dentro de poco nos haremos sentir, y puedes confiar en que Annie Simms Banks, de Winchester, haga su parte para el gran viejo partido».
Banks murió tres años después de neumonía en Winchester (Kentucky), y su obituario la llamó «prominente líder de la raza». Su marido murió dos años después y fue enterrado junto a ella.